# Pomatorhinus ochraceiceps
La cimitarra piquirroja (Pomatorhinus ochraceiceps) es una especie de ave paseriforme de la familia Timaliidae propia de las montañas del sureste asiático.

## Distribución y hábitat
Se extiende desde por las montañas del sudeste asiático desde Indochina al extremo nororiental del subcontinente indio. Su hábitat natural son los bosques húmedos de montaña tropicales y subtropicales.